# 小松寺 (小牧市)
- 愛知県小牧市にある真言宗の寺院。本項で詳述。
- 上記の寺院がある地域の名称。名称の由来は、この寺院に由来する。

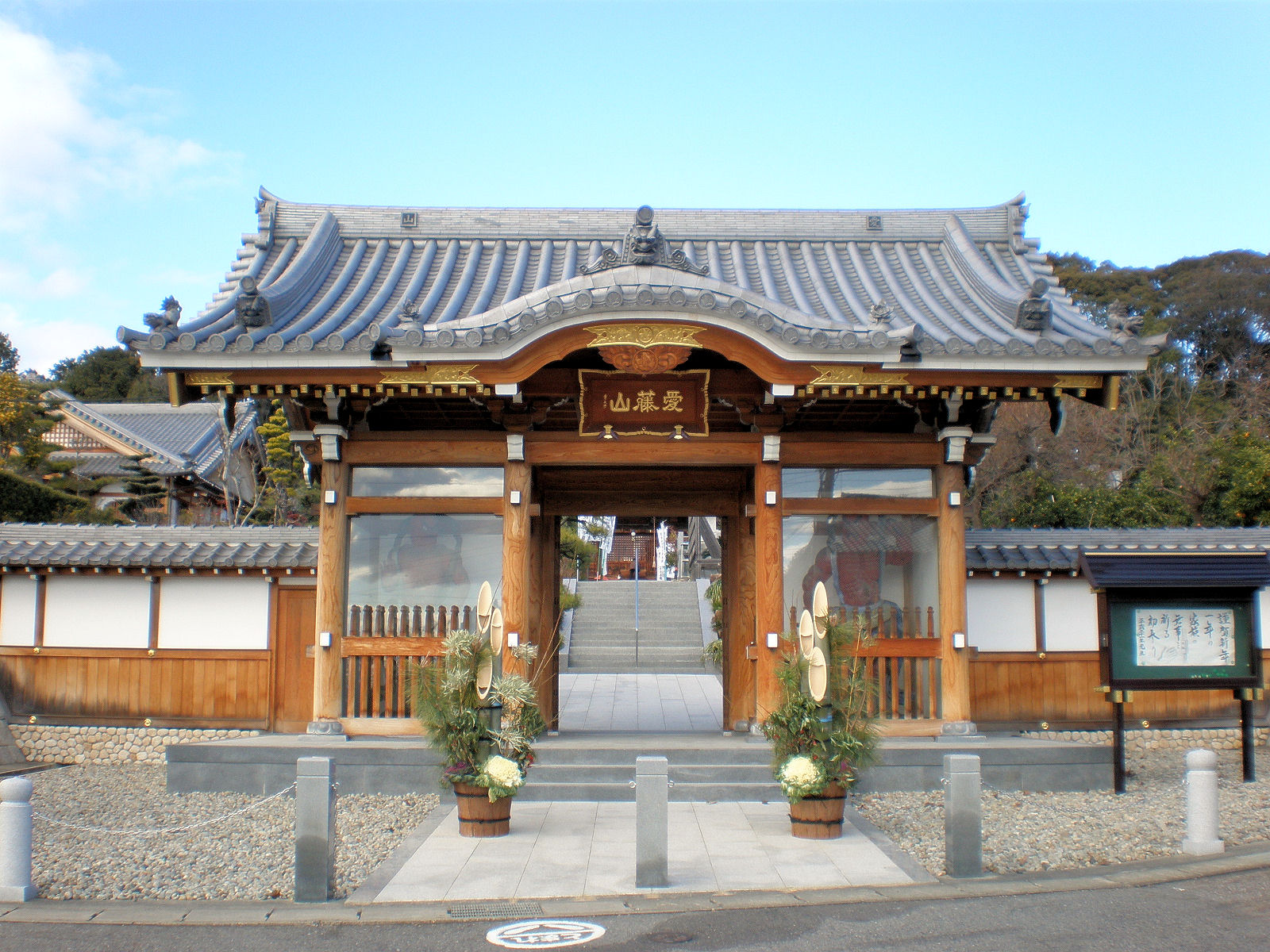
山門

小松寺（こまつじ）は、愛知県小牧市にある真言宗智山派の寺院。

## 概要
山号は愛藤山。小牧十観音第一番札所であり、かつ尾張西国三十三観音第七番札所でもある。八所社・熊野社合殿が隣接する。

## 歴史
創建は天平勝宝年間（8世紀中頃）。行基菩薩によってであると伝えられている。承安3年（1173年）に、一帯を荘園として所有していた平重盛が建物を改築。領地を与えたことから、彼の別称である「小松殿」（または「小松内大臣」）から取って、「小松寺」と称するようになった。しかし承久3年（1221年）に起こった承久の乱で寺院は焼失。以後約250年間に渡って廃寺となっていた。
再興されたのは文明年間（15世紀後半）。全慶僧侶によってであると伝えられている。しかし天正12年（1584年）に起こった小牧・長久手の戦いで、小松寺周辺には豊臣方が砦（小松寺砦）が築づかれた。豊臣方は撤退する際寺に火を付け、建物や宝物などが焼失。
その後文禄4年（1595年）に豊臣秀吉から領地を与えられ、再々度再建された。
その後元和7年（1621年）には、徳川義直から領地を与えられている。

## 年表
- 天平勝宝年間（8世紀中頃） - 創建。
- 承安3年（1173年） - 「小松寺」と称するようになる。
- 承久3年（1221年） - 承久の乱で焼失。
- 天正12年（1584年） - 小牧・長久手の戦いで焼失。
- 文禄4年（1595年） - 豊臣秀吉から領地を与えられる。
- 元和7年（1621年） - 徳川義直から領地を与えられる。
- 明暦3年（1657年） - 現在の本堂の建設が行なわれる。
- 昭和53年（1978年）3月25日 - 本堂が、小牧市の有形文化財に指定される。
- 平成3年（1991年）3月30日 - 銅製釣灯籠が、小牧市の有形文化財に指定される。
- 平成10年（1998年）3月27日 - 絹本着色千手観音菩薩像が、小牧市の有形文化財に指定される。

## 所蔵品・文化財

### 小牧市指定文化財
- 本堂 - 江戸時代初期の1657年（明暦3年）に再建されたとされる本堂。本堂正面にある鈴（すず）には、「1646年（正保3年）建設」と書かれている。[1][2]。
- 絹本着色千手観音菩薩像 - 室町時代に製作されたと考えられている、千手観音菩薩を描いた絵画。他に、毘沙門天と不動明王も描かれている[3]。
- 木造千手観音菩薩立像
- 木造地蔵菩薩坐像
- 銅製釣灯籠[4] - 青銅製の釣灯籠。
- 朱印状 - 豊臣秀吉から送られた朱印状。

## 交通機関
- こまき巡回バスの「小松寺」停留所下車、徒歩で約4分。

## 関連書籍
- 『小松寺文書～小牧叢書10』小牧市文化財資料研究員会編（小牧市教育委員会、1986年）